# Santa Eulàlia
Santa Eulàlia – wieś w Hiszpanii, w Katalonii, w prowincji Girona, w comarce Alt Empordà, w gminie Palau de Santa Eulàlia.
Według danych INE z 2005 roku miejscowość zamieszkiwało 79 osób.